# Anomala rugosa
Anomala rugosa – gatunek chrząszcza z rodziny poświętnikowatych, podrodziny rutelowatych i plemienia Anomalini.

## Taksonomia
Gatunek ten został opisany w 1899 przez Gilberta Johna Arrowa.

## Opis
Ciało długości od 12,5 do 14 mm i szerokości od 7 do 8 mm, owalne, wypukłe, z wierzchu gęsto urzeźbione i niezbyt błyszczące. Ubarwienie ceglastożółte z ciemnoczerwonymi głową, stopami i goleniami tylnych odnóży, a czarnymi: dużymi łatami po bokach przedplecza o trójkątnym kształcie, skośnymi pasami na pokrywach i krawędziami tychże. Nadustek prosty z przodu i zaokrąglony po bokach. Głowa gęsto i pomarszczenie, przedplecze delikatnie i gęsto, a pokrywach gęsto, z wyjątkiem zewnętrznych brzegów, punktowanych. Boki przedplecza silnie zaokrąglone, jego przednie kąty tępe, a tylne zaokrąglone. Nasada przedplecza słabo obrzeżona. Golenie przednich odnóży trójzębne. Na pokrywach rzędy obecne. Pygidium poprzecznie punktowana, opatrzone kilkoma długimi włoskami koło wierzchołka. Jasne włoski cienko pokrywają boki zapiersia.
Występuje dymorfizm płciowy. Czarne pasy na pokrywach ciągną się u samic od ramion do wierzchołkowych wyniosłości, zaś u samców zajmują prawie całą ich powierzchnię. Rzeźba pokryw u samców złożona z głębokich punktowań i żłobień, oprócz nieregularnie punktowanych boków, zaś u samic drobne punktowanie obecne po bokach zanika na całej grzbietowej powierzchni, która jest gęsto pomarszczona i matowa. Ząb wierzchołkowy przednich odnóży u samców jest umiarkowanie ostry, zaś u samic płatkowaty, tępy i zaokrąglony.

## Rozprzestrzenienie
Chrząszcz orientalny, endemiczny dla subkontynentu indyjskiego, gdzie znany jest z indyjskich stanów Asam, Bengal Zachodni, Bihar, Chhattisgarh, Hariana, Himachal Pradesh, Karnataka, Madhya Pradesh, Maharasztra, Sikkim, Tamilnadu, Uttar Pradesh i Uttarakhand oraz z Nepalu i Bhutanu.  W środkowo-indyjskim Achanakmar-Amarkantak Biosphere Reserve należy do sześciu najpospolitszych Scarabaeidae pleurosticti.